# Улан-Сарта
Ула́н-Сарта́ (рос. Улан-Сарта) — село у складі Могойтуйського району Забайкальського краю, Росія. Входить до складу Цаган-Олинського сільського поселення.

## Населення
Населення — 48 осіб (2010; 35 у 2002).
Національний склад (станом на 2002 рік):
- буряти — 72 %